# Aploderus caesus
Aploderus caesus är en skalbaggsart som först beskrevs av Wilhelm Ferdinand Erichson 1839.  Aploderus caesus ingår i släktet Aploderus, och familjen kortvingar. Arten är reproducerande i Sverige.